# Kelle

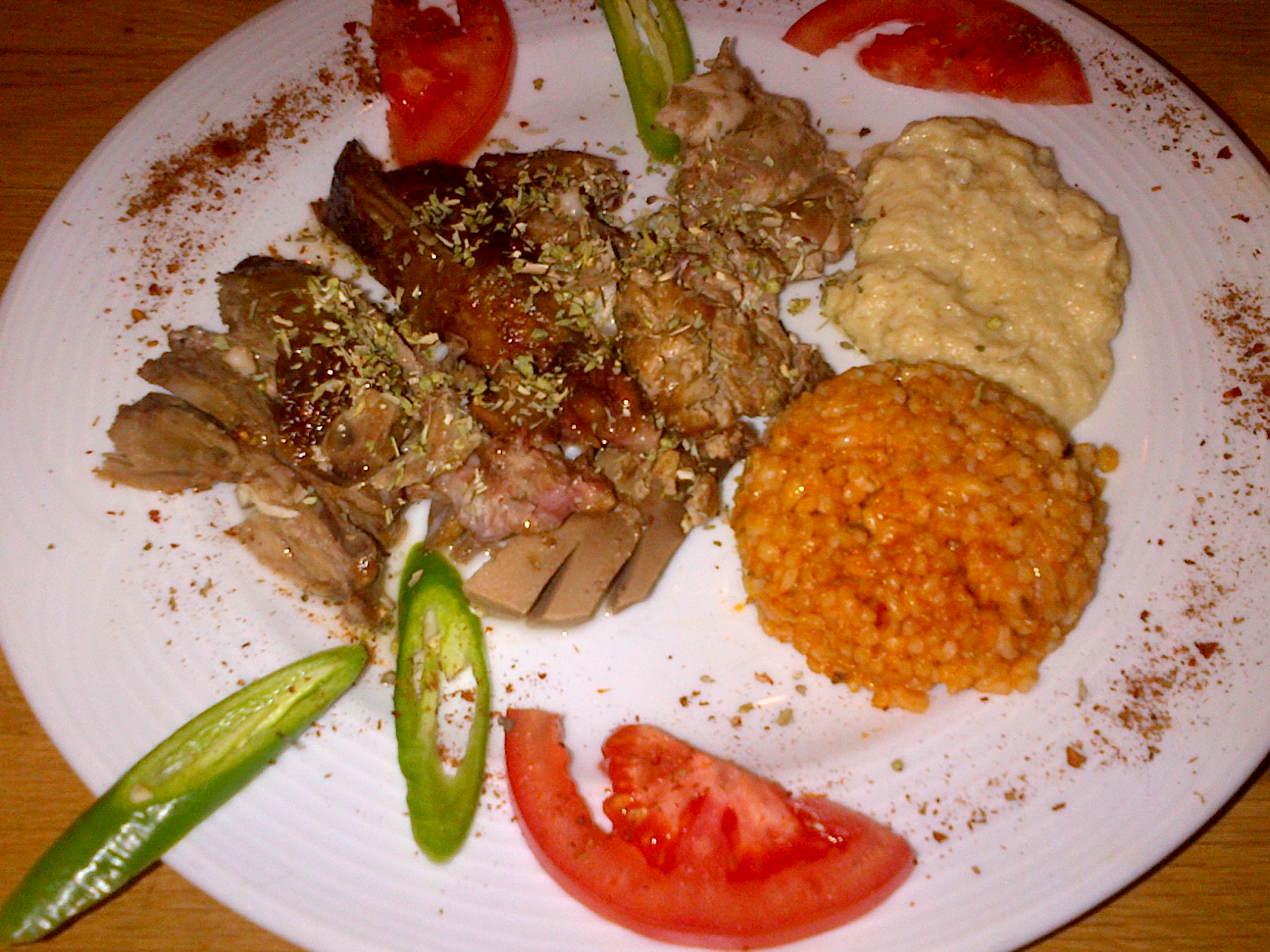
Kelle al plat.

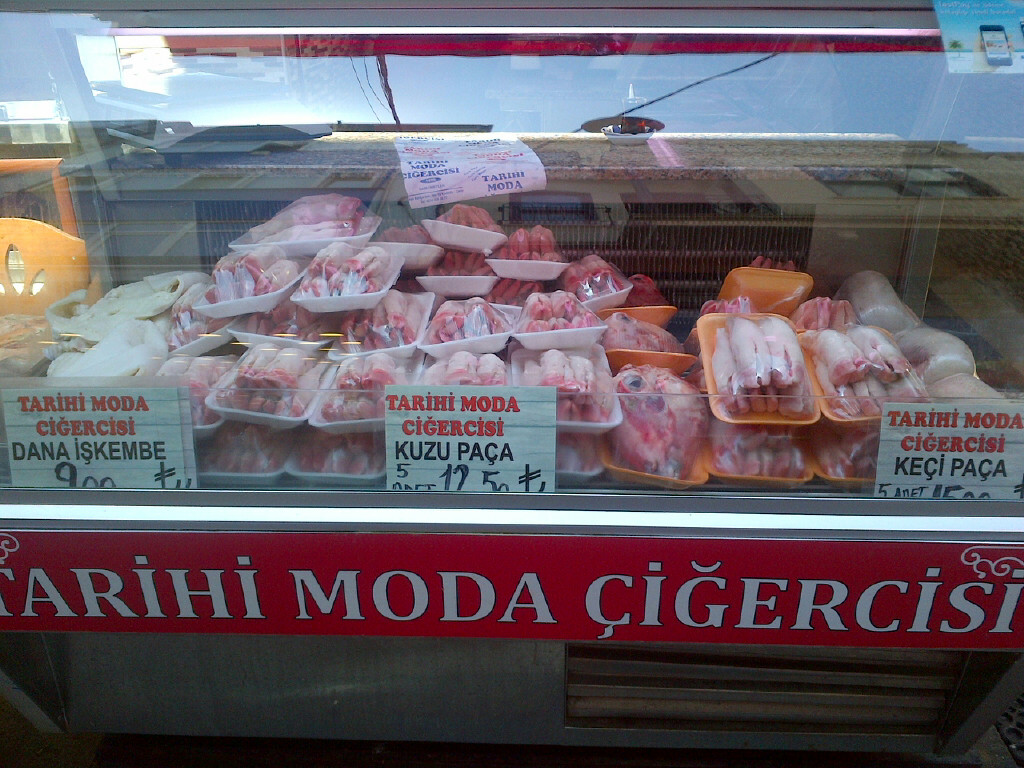
Un cap d'ovella (cru) a la venda en el Mercat Històric de Kadıköy, Istanbul entre altres menuts com işkembe (tripa) i paça.

Kelle significa cap (d'animals) en turc. A la cuina turca també és un menjar fet amb el cap de l'ovella (o de vegades de cabra) al forn. Tot el cap de l'ovella s'introdueix al forn, després d'haver-li tret la pell. Es menja la carn de les galtes, la llengua, el cervell i de vegades, més aviat antigament, fins i tot els ulls. És diferent del plat mexicà "cabeza" per tractar-se d'animals petits com ara ovelles, cabres o xais i no pas bous com en el cas mexicà. Aquest plat també es denomina baş (cap). El kelle es pot fer dürüm. La gastronoma Sara La Fountain va descriure la següent situació: "Em van portar a un restaurant a Istanbul per a menjar el cap d'un be. Al principi vaig dubtar, però més tard, fins i tot menjava els ulls de l'animal".
Kelle també és el nom d'unes postres fet amb calostre de vaca.